# Iwanawa
Iwanawa (belarussisch Іванава; russisch Иваново Iwanowo, polnisch Janów) ist eine Stadt mit etwa 16.400 Einwohnern im Südwesten der Republik Belarus.

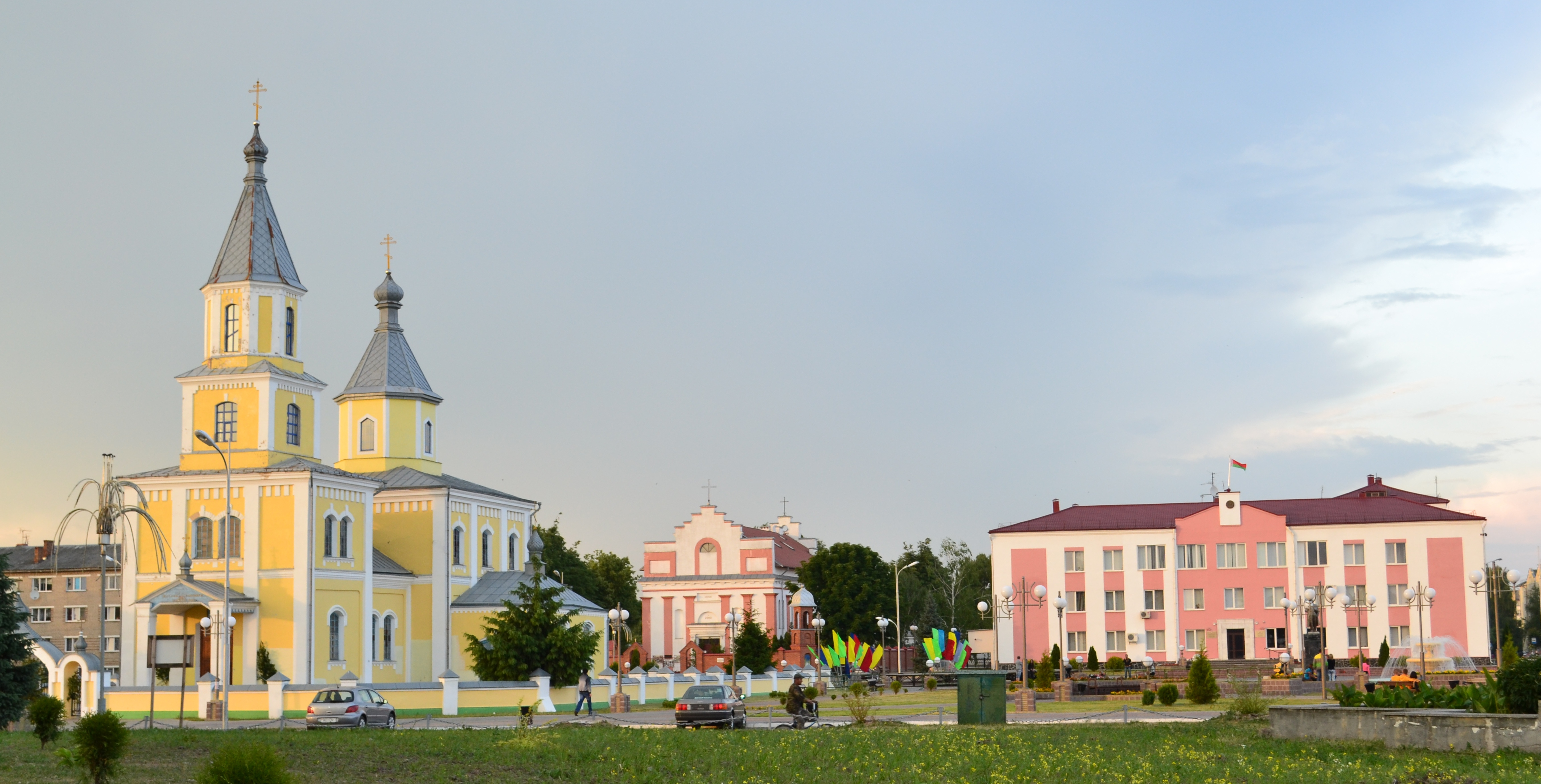
Panorama Iwanawa

Iwanawa besitzt seit 1972 den Status einer Stadt und ist das administrative Zentrum des Rajon Iwanawa im Süden der Woblasz Brest.

## Geographische Lage
Die Stadt liegt in der historischen Landschaft Polesien an der Fernstraße M 10 136 km östlich der Woblasz-Hauptstadt Brest, 40 km westlich der Großstadt Pinsk und 290 km südwestlich der Landeshauptstadt Minsk. Die Fernstraße „P–144“ führt von Iwanawa nach Süden zur etwa 30 Kilometer entfernten ukrainischen Grenze.

## Geschichte

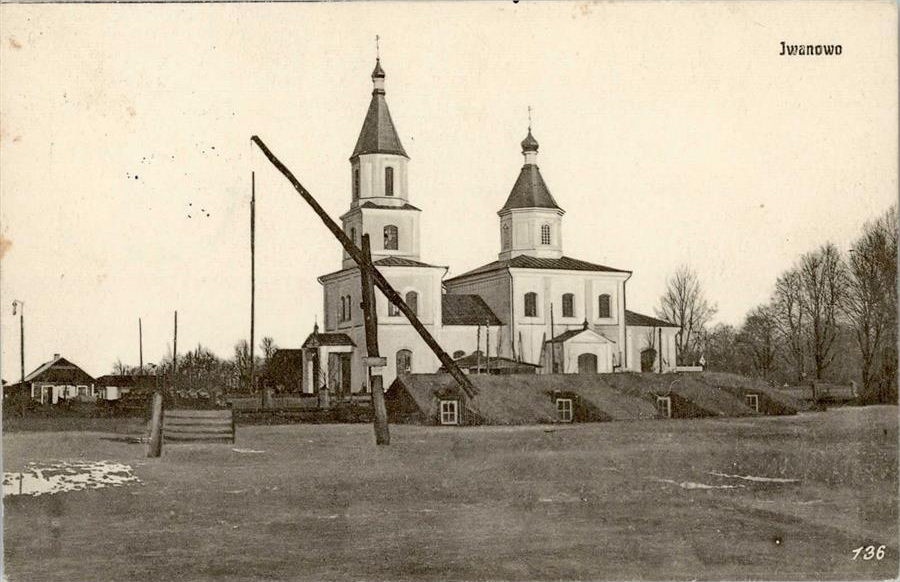
Postkarte der Ortschaft von 1916

Erstmals erwähnt wurde die Ortschaft im 15. Jahrhundert. Zu dieser Zeit befand sich auf dem Gelände der heutigen Stadt das Dorf Porchowo (rus. Порхово). Im Jahr 1465 benannte Bischof Jan Laskowitsch (rus. Ян Ласкович) den Ort in Janów um. Im 15. Jahrhundert erhielt die Gemeinde erstmals den Status einer Stadt. Im Jahre 1497 erlaubte der Großfürst von Litauen Alexander der Jagiellone, jährlich drei Messen in der Ortschaft zu veranstalten.
Als Ergebnis der dritten Teilung Polens kam Iwanawa 1795 zum russischen Reich und verblieb dort, bis es gemäß dem Friedensvertrag von Riga 1921 der Zweiten Polnischen Republik angegliedert wurde.

Im September 1939 fiel der Ort nach der Besetzung durch die Rote Armee an die Sowjetunion. 1941 wurde die Ortschaft von der Wehrmacht besetzt und von Nazideutschland dem Reichskommissariat Ukraine zugeschlagen. 1944 kam Iwanawa an die Weißrussische Sozialistische Sowjetrepublik und verblieb dort bis zum Zerfall der Sowjetunion und der daraus folgenden Unabhängigkeit Belarus im Jahr 1991. 1939 erhielt die Ortschaft ihren heutigen Namen und 1972 wurde sie zur Stadt erhoben.

## Verkehr
Im Ersten Weltkrieg wurde die militärische Feldbahn Iwacewice–Iwanowo–Kamien-Koczirsk verlegt, die den Ort in Nord-Süd-Richtung durchquerte.

## Bevölkerung
| 1897  | 1959  | 1970  | 1979  | 1989   | 2009   | 2014   | 2019   |
| ----- | ----- | ----- | ----- | ------ | ------ | ------ | ------ |
| 3.041 | 3.867 | 5.401 | 9.912 | 13.581 | 16.086 | 16.597 | 16.435 |

Quelle: 1897, ab 1959

## Söhne und Töchter der Stadt
- Polly Adler (1900–1962), US-amerikanische Bordellbetreiberin